# Nils Gehlin

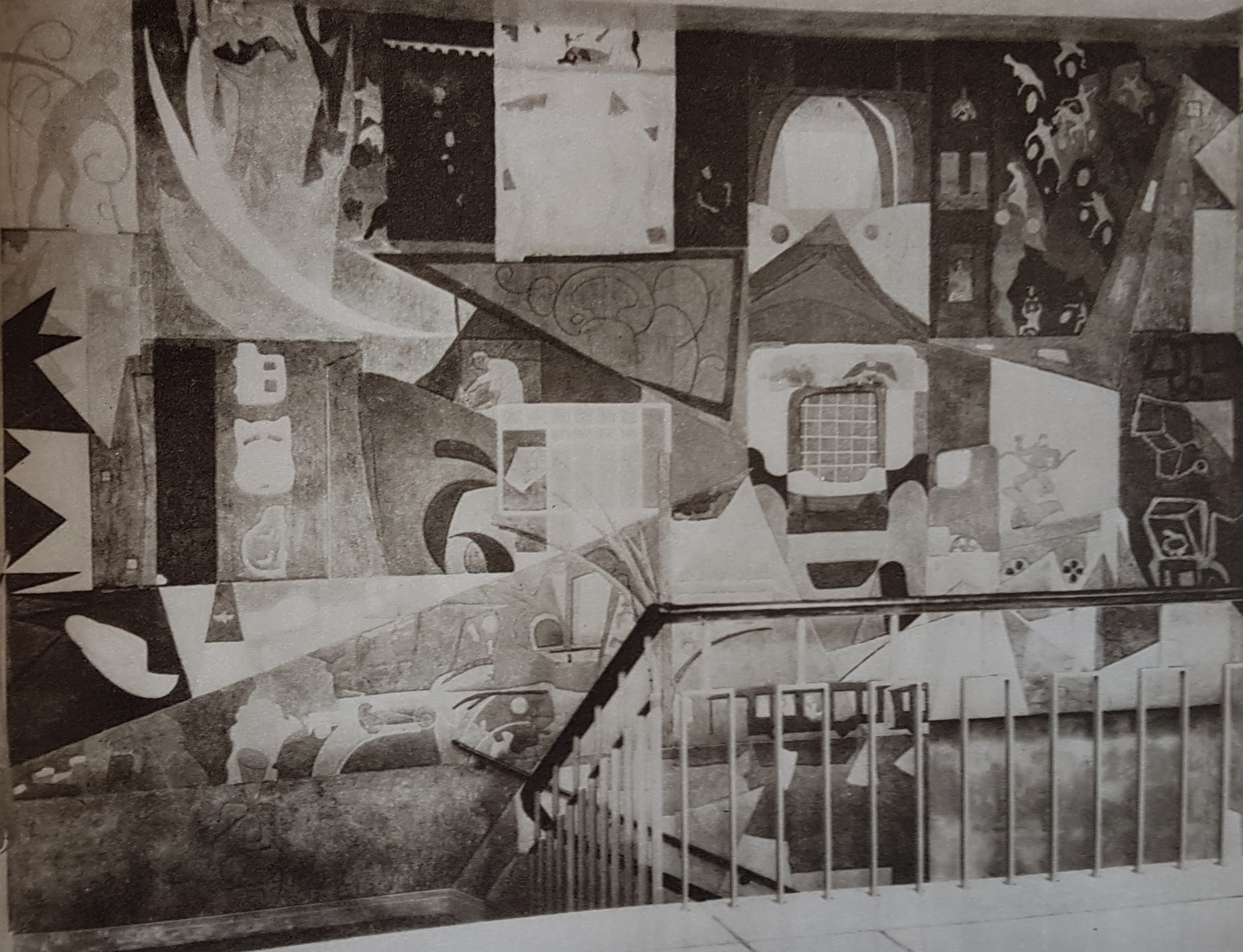
Väggmålning i Bergaskolan i Uppsala av Nils Gehlin 1950.

Nils Hugo Gehlin, född 13 mars 1918 i Köpenhamn, död 8 februari 2009 i Hägersten, var en svensk målare.
Efter studentexamen i Helsingborg studerade Gehlin humaniora vid Universitetet i Lund med en avlagd filosofie kandidatexamen 1940. Han avbröt emellertid studierna i konsthistoria för att i stället söka in vid Konsthögskolan där han studerade 1942–1947 med Sven Erixson som huvudlärare. Han tilldelades C. L. Kinmansons stipendium 1946.
Gehlin är representerad vid Moderna museet, Kalmar Konstmuseum  och Helsingborgs museum.
Gehlin var son till Hugo och Esther Gehlin samt bror till författaren Jan Gehlin och konstnären Eva Gehlin Berg. Han var gift med konstnären Catharina Nilsson. Makarna Gehlin är begravda på Raus kyrkogård utanför Helsingborg.